# Santa Helena kommun, Maranhão
Santa Helena är en kommun i Brasilien.   Den ligger i delstaten Maranhão, i den nordöstra delen av landet, 1 500 km norr om huvudstaden Brasília. Antalet invånare är 39 060.
Följande samhällen finns i Santa Helena:
- Santa Helena

I omgivningarna runt Santa Helena växer i huvudsak städsegrön lövskog. Runt Santa Helena är det glesbefolkat, med 19 invånare per kvadratkilometer.